# Heinrich Ehrenreich von Vorhauer
Heinrich Ehrenreich von Vorhauer (* 1699; † im 18. Jahrhundert) war ein preußischer Leutnant und Landrat.

## Herkunft

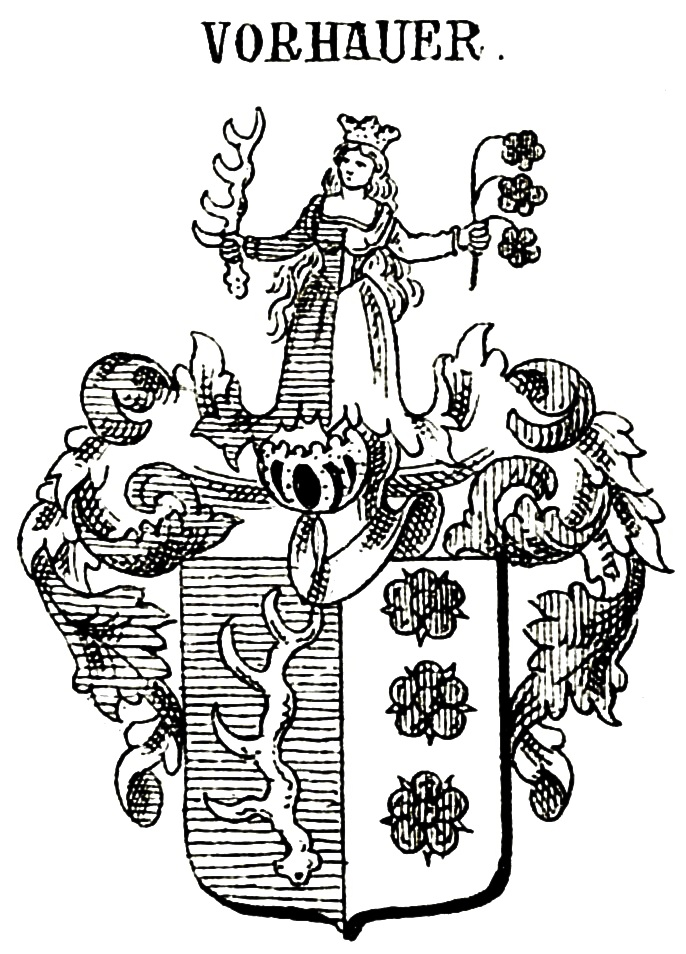
Wappen derer von Vorhauer

Heinrich Ehrenreich von Vorhauer war der Sohn des preußischen Majors Thomas Ehrenreich von Vorhauer († um 1712), der einen Anteil am Lehngut Pehlitz im Kreis Friedeberg Nm. besaß, und dessen Ehefrau Dorothea Sophia, geb. von Platen († um 1714), älteste Tochter des Landesdirektors Heinrich Wulf von Platen.

## Leben
Nach seinem Eintritt in das preußische Heer wurde er 1721 als Quartiermeister genannt. Während seiner 18-jährigen Dienstzeit stieg er im Kürassier-Regiment von Gessler bis zum Rang eines Leutnants auf. Nachdem er 1734 vom Militär verabschiedet worden war, ließ er sich auf dem Gut Bredienen nieder, das zu dieser Zeit einen Wert von 10.000 Talern hatte. Bis 1751 fungierte er als Verweser im Amt Seehesten, 1752 wurde er erster Landrat des Kreises Seehesten. Im Jahr 1757 fand er letztmalige Erwähnung, der Posten als Landrat ging 1762 an Friedrich Eduard von Proeck.

## Persönliches
Heinrich Ehrenreich von Vorhauer war mit Maria Elisabeth, geb. von Gollen, verheiratet. Er starb als Letzter seiner Familie.